# Otto Henze
Otto Henze (* 19. März 1908 in Spaichingen; † 4. Mai 1991 in Überlingen) war ein deutscher Forstwissenschaftler und Ornithologe. Er ist eine wichtige Persönlichkeit des Vogelschutzes und prägte entscheidend die Entwicklung von Nistkästen.

## Leben
Otto Henze war der Sohn des späteren Forstmeisters Alfred Henze und verlebte seine Jugend in einem Forsthaus am Rande der Schwäbischen Alb. Durch seinen Vater, einen Experten für Fragen des Forstschutzes, erhielt er erste Anleitungen zu Naturbeobachtungen. Besonders interessierte ihn dabei die Vogelwelt. Nach der Gymnasialzeit in Stuttgart studierte Otto Henze Forstwissenschaften an der Albert-Ludwigs-Universität Freiburg und ging schließlich nach München. Dort arbeitete er bei Karl Escherich am Institut für angewandte Zoologie und wurde 1934 bei ihm mit der Untersuchung Über die Wirkung strömender Luft auf die Entwicklung von Lepidopteren promoviert. Parallel dazu hatte er auch sein Referendariat absolviert, das er 1935 mit der Großen Forstlichen Staatsprüfung abschloss.
Danach konnte er sich ganz seiner ornithologischen Neigung widmen, als er 1936 den Auftrag erhielt, die neue Vogelschutzwarte Stuttgart-Hohenheim einzurichten und zu leiten. 1939 berief ihn die Bayerische Staatsforstverwaltung als Nachfolger des Forstmeisters Karl Haenel zum neuen Leiter der Vogelschutzwarte Garmisch-Partenkirchen. Nach dem Kriegsdienst im Zweiten Weltkrieg kehrte er in diese Position zurück und regte auch den Neubau der Vogelschutzwarte an, der im Jahr 1949 unter seiner Aufsicht entstand.
Schließlich holte ihn die Staatsforstverwaltung jedoch an das Institut für angewandte Zoologie der Forstlichen Forschungsanstalt zurück, damit er dort seine Erkenntnisse zum forstlichen Vogelschutz den Forststudenten und -schülern vermitteln konnte. Er war ein beliebter und anerkannter Lehrer. Für seine wissenschaftlichen Untersuchungen richtete er in zehn Forstämtern mit 25 Förstereien Versuchsflächen ein, die er weitgehend allein betreute. Noch bis zu seinem Tod im Jahr 1991 unternahm Oberforstmeister Otto Henze Versuche vor allem in den Wäldern Oberschwabens.

## Leistungen
Im Leben und Wirken von Otto Henze gingen Forstmann, Ornithologe, Jäger, Naturschützer und Wissenschaftler eine glückliche Verbindung ein. Sie verhinderten einseitige und verengte Sichtweisen und ließen ihn zu einem Pionier des biologisch-ökologischen Forstschutzes werden, als der er sich bereits 1943 mit dem im Atlasformat gehaltenen Werk Vogelschutz gegen Insektenschaden in der Forstwirtschaft eindrucksvoll auswies. Mit seinen mehr als 60 Veröffentlichungen wirkte er auch auf so bedeutende Forstzoologen wie Gustav Wellenstein oder Fritz Schwerdtfeger.
Für den praktischen Vogelschutz war Henze eine der wegweisenden Persönlichkeiten. Er prägte ganz entscheidend die Entwicklung von Nistkästen. So konnte er anhand von Langzeitversuchen die Vorteile von Nistkästen aus langlebigem Holzbeton in puncto Witterungsbeständigkeit und Widerstandsfähigkeit nachweisen. Außerdem floss seine Erkenntnis, dass Nistkästen geräumig sein und zum Schutz vor Nesträubern und für die bequemere Fütterung durch die Altvögel zudem einen Vorplatz haben müssen, in den Bau von künstlichen Nisthilfen ein und wird seitdem von den namhaften Nistkastenherstellern berücksichtigt. Die bibliographische, aber gleichwohl unbedingt praxisnah gehaltene Grundlage dazu ist sein Kontrollbuch für Vogelnistkästen in der Land- und Forstwirtschaft, das er erstmals 1936 veröffentlichte. Im Laufe der nächsten Jahrzehnte brachte er dieses Werk immer wieder in aktualisierten, teils auch stark abgeänderten Auflagen und mit variierendem Titel heraus. Postum erschien noch im Jahr 2004 eine von Johannes Gepp aktualisierte Fassung unter dem Titel Vogelnistkästen und Naturhöhlen in Garten & Wald. Bestimmungsbuch Nester & Gelege. Neben sämtlichen Belangen um die Nistkästen ist ein nicht unerheblicher Teil dieses Werkes der in der Öffentlichkeit oft kritisierten Winterfütterung von Vögeln gewidmet. Darin weist Henze etwa auf die große Bedeutung der Winterfütterung für die dauerhafte Ansiedlung von bestimmten Kleinvogelarten in Wald und Garten hin. Danach sind Winterfütterung und Nistkästen Teile eines Gesamtkonzepts, das eine örtlich konzentrierte Ansiedlung bestimmter Vogelarten, sogenannter Arbeitsvögel, zum Ziel hat, um im Frühling der Verbreitung von forstschädlichen Raupen entgegenzuwirken und somit einen problematischen Insektizid-Einsatz dauerhaft zu vermeiden. Die vor allem durch die populären Vogelhäuschen symbolisierte Winterfütterung der Gartenvögel befürwortet Henze nachdrücklich vor dem Hintergrund einer längst nicht mehr als natürlich anzusehenden Zivilisations- und Kulturlandschaft, die vom Menschen unter ökonomischen Gesichtspunkten bewirtschaftet und reguliert wird.
Weit über die engeren forstlichen und ornithologischen Fachzirkel hinaus bekannt machte ihn das zusammen mit Diplom-Forstwirt Günther Zimmermann erstmals 1964 veröffentlichte Buch Gefiederte Freunde in Garten und Wald. Beobachten, Erkennen, Schützen. Es entwickelte sich zu einem Bestseller unter den Bestimmungsbüchern und erlebte bis 1975 drei weitere Auflagen sowie Übersetzungen ins Französische, Niederländische, Tschechische, und Serbokroatische. Damit gelang es ihm, das Thema „Vogelschutz“ auch in breiten Leserkreisen populär zu machen.

## Schriften (Auswahl)
- Über die Wirkung strömender Luft auf die Entwicklung von Lepidopteren, Dissertation, München 1934 (Abdruck in: Zeitschrift für angewandte Entomologie 21, Berlin 1934)
- Kontrollbuch für Vogelnistkästen in der Land- und Forstwirtschaft. Mit Anleitung, 30 Lichtbildern, Vordrucken und Eintragungsflächen, Berlin 1936 (2. Auflage unter dem Titel Kontrollbuch für Vogelnistkästen in der Forstwirtschaft, Garmisch-Partenkirchen 1949)
- Vogelschutz gegen Insektenschaden in der Forstwirtschaft, München 1943
- zusammen mit Günther Zimmermann [Zeichnungen]: Gefiederte Freunde in Garten und Wald. Beobachten, Erkennen, Schützen, München 1964 (4. Auflage unter dem Titel: Gefiederte Freunde. Beobachten, Erkennen und Schützen der Vögel in Garten und Wald, München, Bern und Wien 1975, ISBN 3-405-11265-6)
- Kontrollbuch für Vogelnistkästen in Wald und Garten,  4. Auflage, Überlingen am Bodensee 1983
- Die richtigen Vogelnistkästen in Wald und Garten. Über die Lebensweise und Bedeutung aller ihrer Bewohner. Ein Sach- und Kontrollbuch, 5., erweiterte und überarbeitete Auflage, Konstanz 1991 (ISBN 3-87799-101-7)
- zusammen mit Johannes Gepp: Vogelnistkästen und Naturhöhlen in Garten & Wald. Bestimmungsbuch Nester & Gelege, Leopold Stocker Verlag, Graz und Stuttgart 2004, ISBN 3-7020-0992-2.